# Julija Galyševová
Julija Jevgeněvna Galyševová (rusky: Юлия Евгеньевна Галышева; * 23. října 1992) je kazašská jezdkyně v boulích. Její největšími úspěchy je zlatá medaile z Asijských zimních her a bronzová medaile z olympiády v Pchjongčchangu.

## Lyžařská kariéra
Na mezinárodních soutěžích startuje od března 2006, kdy se zúčastnila jednoho podniku z Evropského poháru v Petrohradu. Zde skončila na 21. a 18. místě. Poprvé na Mistrovství světa v akrobatickém lyžování se představila roku 2007 v italské Madonna di Campiglio, kde skončila kousek za první dvacítkou. První úspěch přišel o rok později na Evropském poháru v Schliersee, kde se umístila na druhém místě. O pár dní později v Engelbergu, dokonce dvakrát zvítězila. Na Zimních olympijských hrách v roce 2010 se těsně nevešla do první desítky. Chvíli na to získala svou první zlatou medaili ve Světovém poháru. Rok 2011 ji přinesl dvě vítězství na Asijských zimních hrách a jedno ve Evropském poháru v Jyväskylä. Následující rok zvítězila na juniorském mistrovství světa a skončila druhá v dalším podniku Světového poháru. V předolympijské sezóně získala tři umístění na stupních vítězů. Na Mistrovství světa v akrobatickém lyžování v roce 2015 poprvé dosáhla na stupně vítězů, když získala bronzovou medaili. O dva roky později na MS 2017 tento výkon vylepšila ziskem stříbrné medaile. Olympijský úspěch se dostavil na Zimních olympijských hrách v Pchjongčchangu, kde získala bronzovou medaili.